# Železniční trať Savski Marof – Kumrovec
Železniční trať Savski Marof–Kumrovec (chorvatsky Željeznička pruga Savski Marof–Kumrovec) se nachází v severním Chorvatsku, v regionu Záhoří. Má délku 38 km.

## Historie
Jednokolejná trať vede z obce Savski Marof u hranice se Slovinskem severním směrem až do obce Kumrovec. Její výstavba byla zahájena v roce 1956; do Kumrovce dorazila až v roce 1969. Budovala ji Jugoslávská lidová armáda. Trať je vedena údolím řeky Sutly a na celkem třinácti místech překonává slovinsko-chorvatskou státní hranici.
Trať sloužila pro oficiální výpravy do obce Kumrovec, rodiště Josipa Broze Tita, kde se konala řada připomínkových akcí jugoslávských komunistů.
V 80. letech 20. století byly v úseku Vukovo Selo-Kumrovec nahrazeny původní dřevěné pražce betonnovými na úseku v délce 23 km. Stavební práce následně přerušila Chorvatská válka za nezávislost v roce 1991.
Od roku 2000 neslouží pro pravidelný provoz a přepravu cestujících zajišťují náhradní autobusy. Části trati procházejí modernizací a elektrizací. Stavební práce na ní byly zahájeny v roce 2004. Dělníci však několikrát zasahovali i na území Slovinska a následně jejich práce musela zastavit policejní jednotka v nedalekých Brežicích. V roce 2008 byl obnoven provoz alespoň v úseku po obec Harmica. Rekonstrukci zbytku úseku trati brání pohraniční spory mezi chorvatskou a slovinskou vládou, které znemožňují stavební práce na úseku trati v délce 540 m. Některá z původních nádraží přestala plnit svoji původní úlohu a dnes slouží jako domy. Po obnově se cestovní rychlost na trati v zprovozněném úseku pohybuje mezi 60-80 km/h.

## Fotogalerie

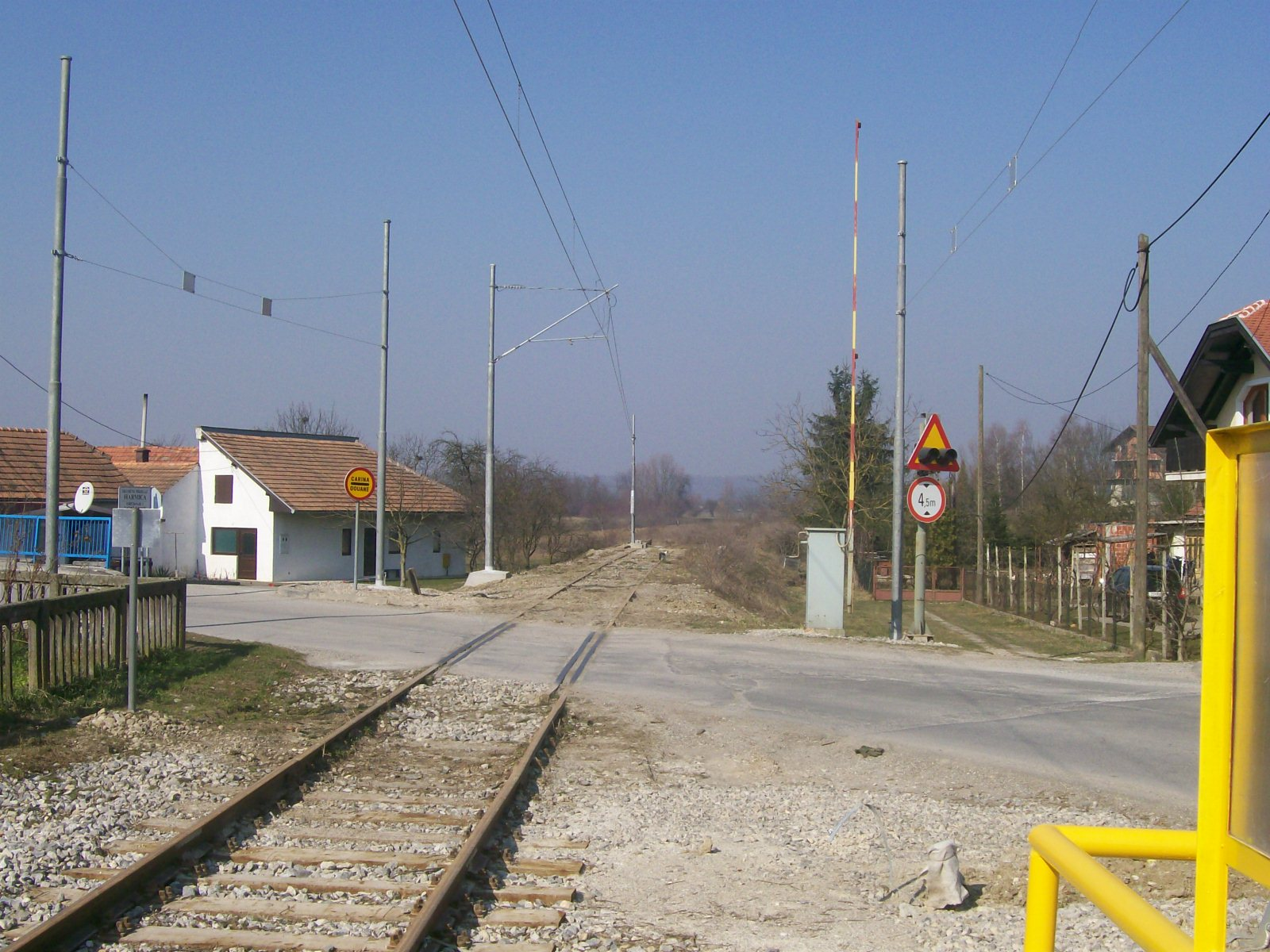
Železniční přejezd u hraničního přechodu v Harmici
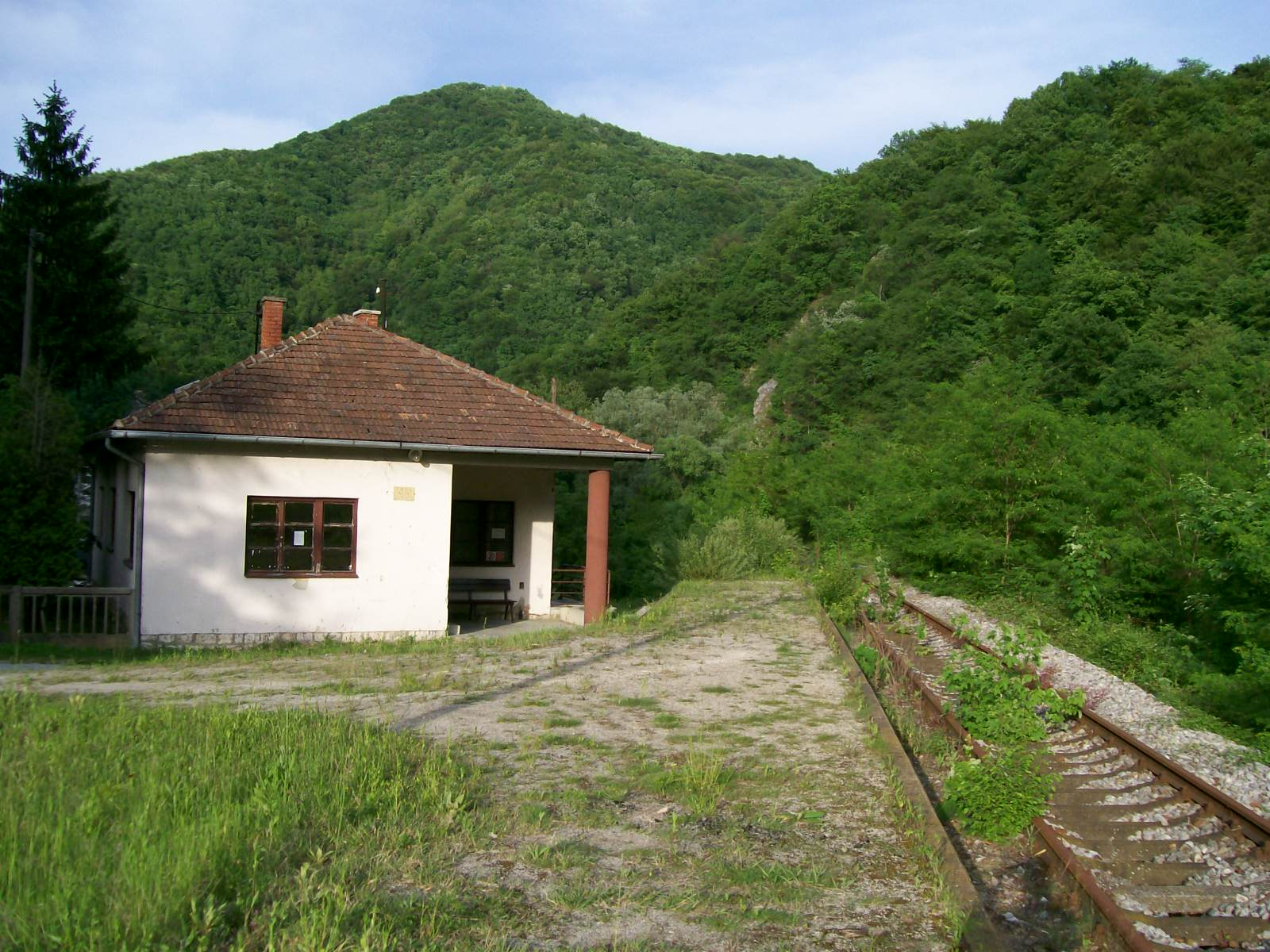
Opuštěné nádraží v obci Zelenjak

## Stanice
- Savski Marof
- Laduč
- Sutla

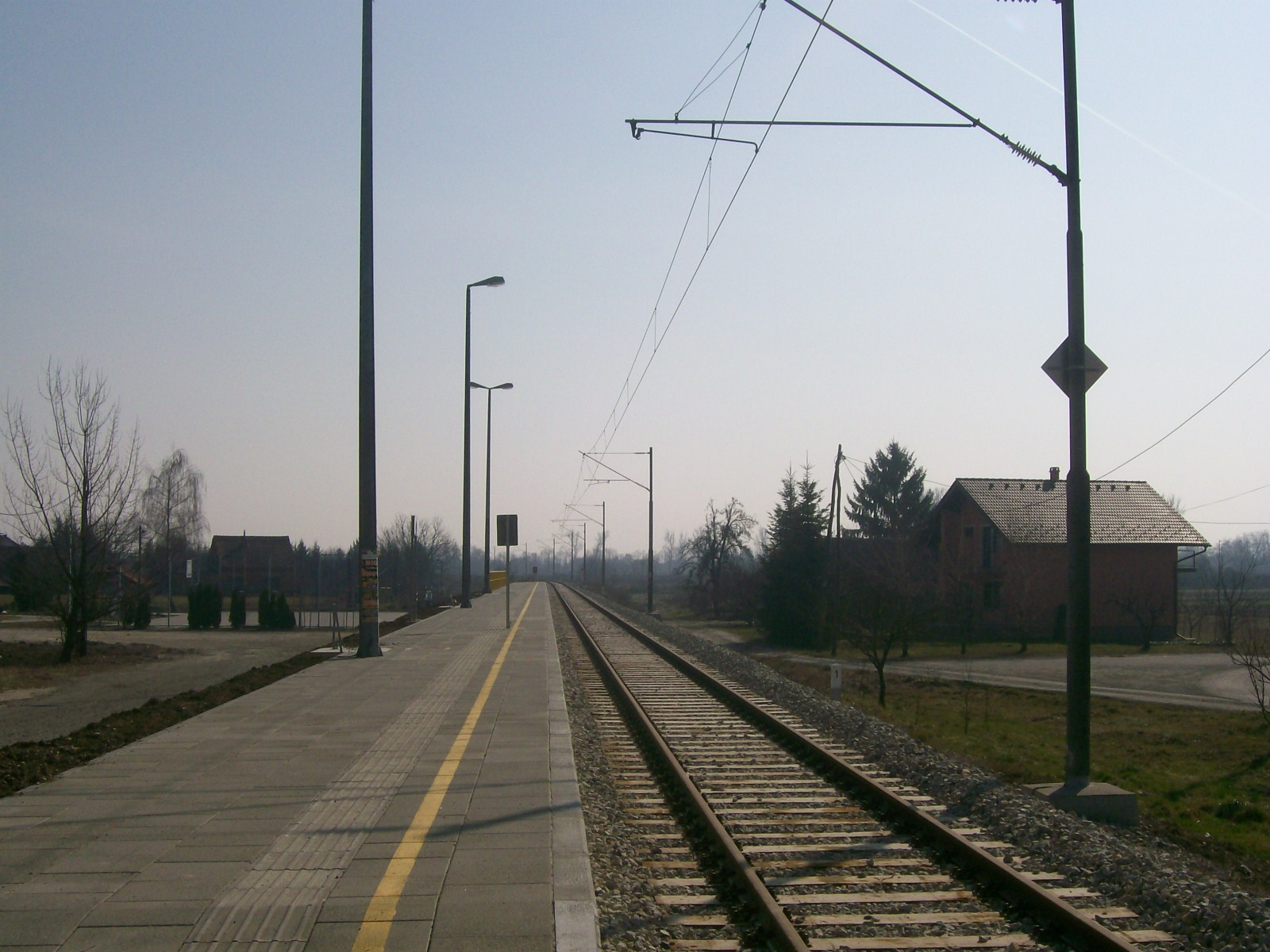
Harmica
- Vukovo Selo
- Kraj Donji
- Rozga
- Prosinec
- Draše
- Gredice
- Klanjec
- Zelenjak
- Kumrovec
- Zagorska Sela

- Harmica